# 南泉一文字
南泉一文字（なんせんいちもんじ）は、鎌倉時代に作られたとされる日本刀（打刀）。日本の重要文化財に指定されており、愛知県名古屋市にある徳川美術館が所蔵する。

## 概要

### 福岡一文字派について
鎌倉時代に福岡一文字派の刀工によって作られた打刀である。福岡一文字派は鎌倉時代初期から中期にかけて繁栄した刀工一派であり、名前の由来は古備前派則宗を祖として、備前国吉井川の東岸にある福岡が活動拠点であったことに由来する。福岡一文字派の作風は刃文（はもん）が焼幅の広く鎺（はばき、刀身の手元の部分にとめる金具）元から先まで丁子乱（ちょうじみだれ）が安定して附いており、丁子の頭が揃った重花丁子乱（じゅうかちょうじみだれ）や大房丁子乱れ（おおふさちょうじみだれ）といった華麗な刃文が見られることにある。特に表裏ともに刃文の乱れが同一の状態で、喰い違いがほぼ見られない丁子乱は一文字丁子乱（いちもんじちょうじみだれ）と呼ばれてきた。南泉一文字は大磨り上げ（元来長寸の太刀の茎（なかご）を切り詰めて短くしたもの）で無銘であるため刀工個人は不明であるが、福岡一文字の特徴をよく現しており絢爛豪華な刃文がついた優品として知られている。

### 名前の由来
南泉一文字の名前の由来は、18世紀後半に本作を所有していた尾張藩九代藩主の徳川宗睦が家臣である学者に調査させた『南泉一文字記』によると、足利将軍家に収蔵されていた時、研磨のため壁に立てかけていた本作に、猫が飛び掛かって刀に当たると猫が真っ二つに切れてしまった出来事があった。この出来事が、唐の禅僧である南泉普願が弟子たちが二手にわたって猫を奪い合っていたのを見て、猫を掴んで弟子たちに「何か気の利いたことを言ってみなさい」と述べたがどの弟子も答えられないと南泉普願は猫を切ってしまったという『南泉斬猫』という公案を思い起こさせる情景であったため、『南泉斬猫』になぞらえられて名付けられたとされる。

### 豊臣家から尾張徳川家へ伝来
当初は足利将軍家にあったものが、時期不詳ながら豊臣秀吉のもとに伝来し、大坂城の一之刀箱に収められていたとされている。その後、秀吉の三男である秀頼が1611年（慶長11年）3月28日に京都二条城にて徳川家康との会見（いわゆる二条城会見）にて、一文字の刀として本作が贈ったとする記録（『豊臣家刀帳』）がある。その後、家康が死去した際に駿府御分物と呼ばれる遺産分与により尾張藩初代藩主の徳川義直に渡って以降は尾張徳川家の所有となる。ただし『享保名物帳』によれば、義直から2代将軍である徳川秀忠に献上し、その後改めて下賜されたと記されているが尾張徳川家には秀忠との献上・下賜の記録は残されていない。義直は本作の切れ味を確かめるため、家臣の平岩弥五助に試し斬りをさせたところ、あまりの切れ味の良さに地面まで切通してしまった。弥五助は刀が折れてしまったものだと早合点し「折れました」と叫んだいう逸話がある。
尾張徳川家では藩主の指料としてたびたび利用されており、2代藩主の光友が脇差として利用し、3代藩主の綱誠は小サ刀として活用していた。また、1746年（延享3年）のは城下の竹屋九右衛門という研師に本作を研磨したという記録も遺されている。明治維新後も尾張徳川家に伝来し、1941年（昭和16年）9月24日に尾張徳川黎明会の所有名義で重要美術品に認定された。続いて1954年（昭和29年）3月20日には重要文化財に指定される。重要文化財としての指定名称は「刀無銘一文字(名物南泉一文字)
」である。

## 作風

### 刀身
刃長（はちょう、刃部分の長さ）61.5センチメートル。反り（切先から鎺元まで直線を引いて直線から棟が一番離れている長さ）1.8センチメートル。鍛えは、小板目（こいため、板材の表面のような文様のうち細かく詰まったもの）肌が約み、乱映りが立つ。刃文（はもん）は大房の重花丁子（じゅうかちょうじ）で、足、葉（よう）よく入り、匂口深く、うるみごころがある。帽子（切先の刃文）は乱れ込み、わずかに返る。

### 外装
外装は梨子地刻小さ刀拵（なしじきざみちいさがたなごしらえ）、蝋色金霰小さ刀拵（ろいろきんあられ - ）、金襴包刀拵（きんらんづつみかたなごしらえ）の3つが伝存する。このうち小さ刀拵2点は尾張3代綱誠が作らせたもの。金襴包刀拵については、資料によって尾張家14代慶勝が作らせたとする説と、その子である16代義宜の所用とする説がある。なお、義宜は18歳で早世しており、その後は父の慶勝が当主に復帰している。